# Nikolai Iwanowitsch Gneditsch

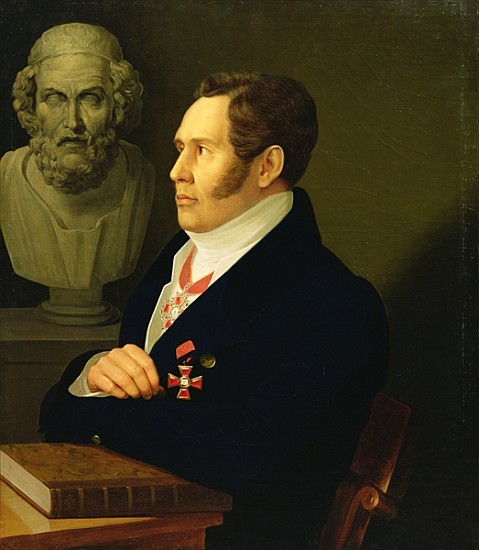
Porträt des Dichters Nikolai Gneditsch (vor einer Büste des Homer) von Michail Prokopjewitsch Wischnewezkij (1801–1874) im A. Puschkin-Gedenkmuseum, St. Petersburg

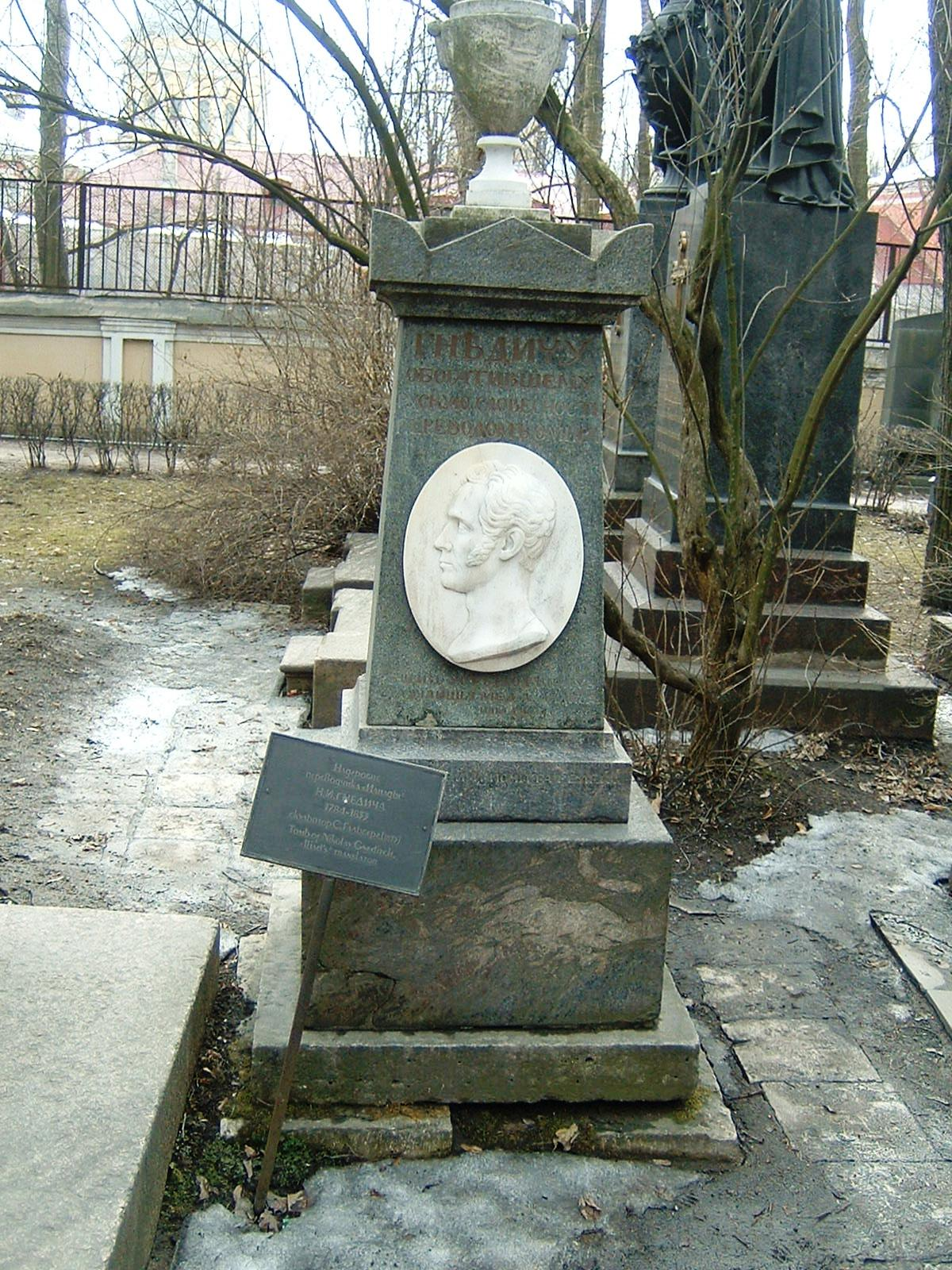
Grab auf dem Tichwiner Friedhof (A. A. Iwanow)

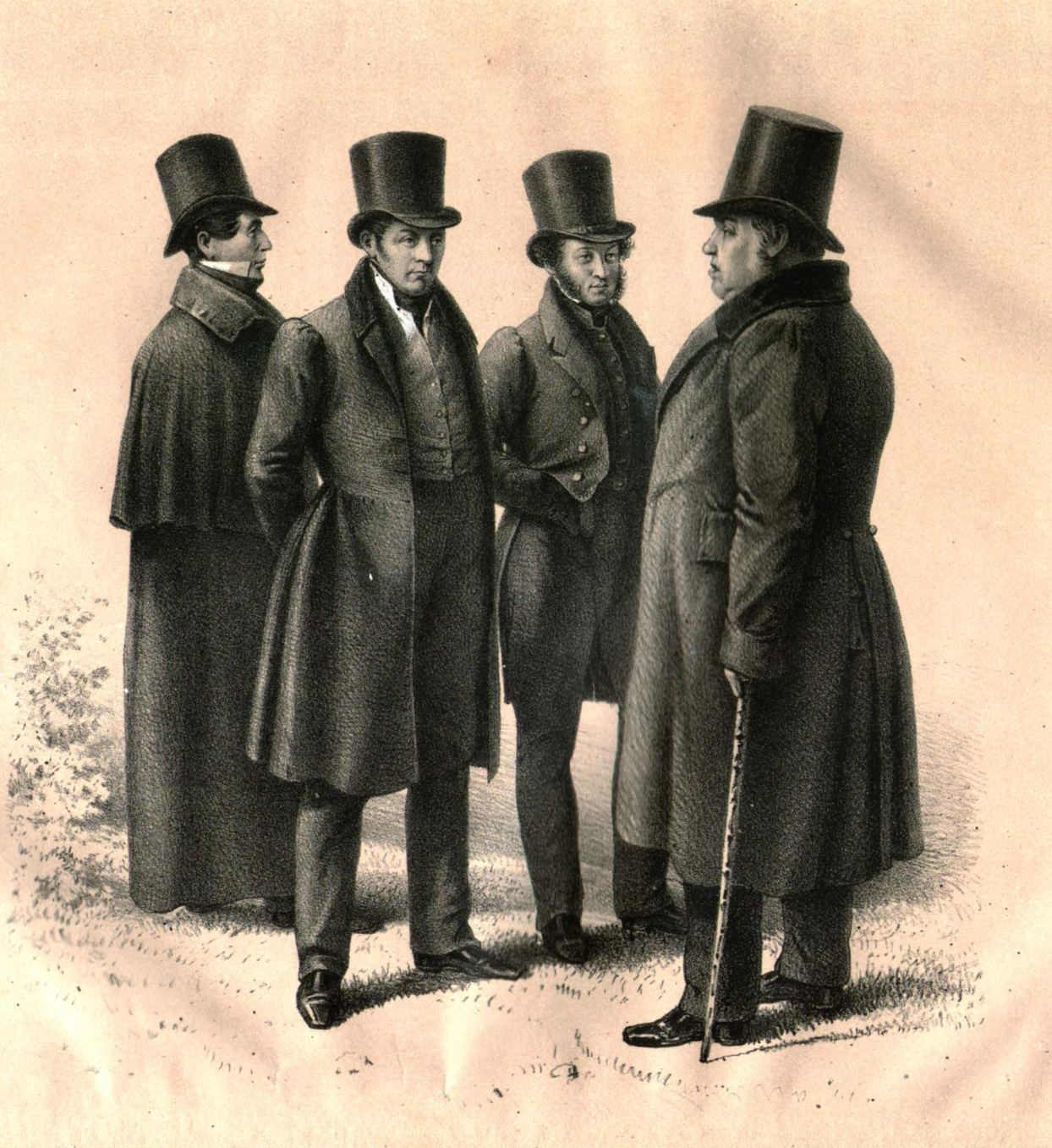
N. I. Gneditsch mit Wassili Schukowski, Alexander Puschkin, Iwan Krylow. Illustration von Grigori Grigorjewitsch Tschernezow (1835)

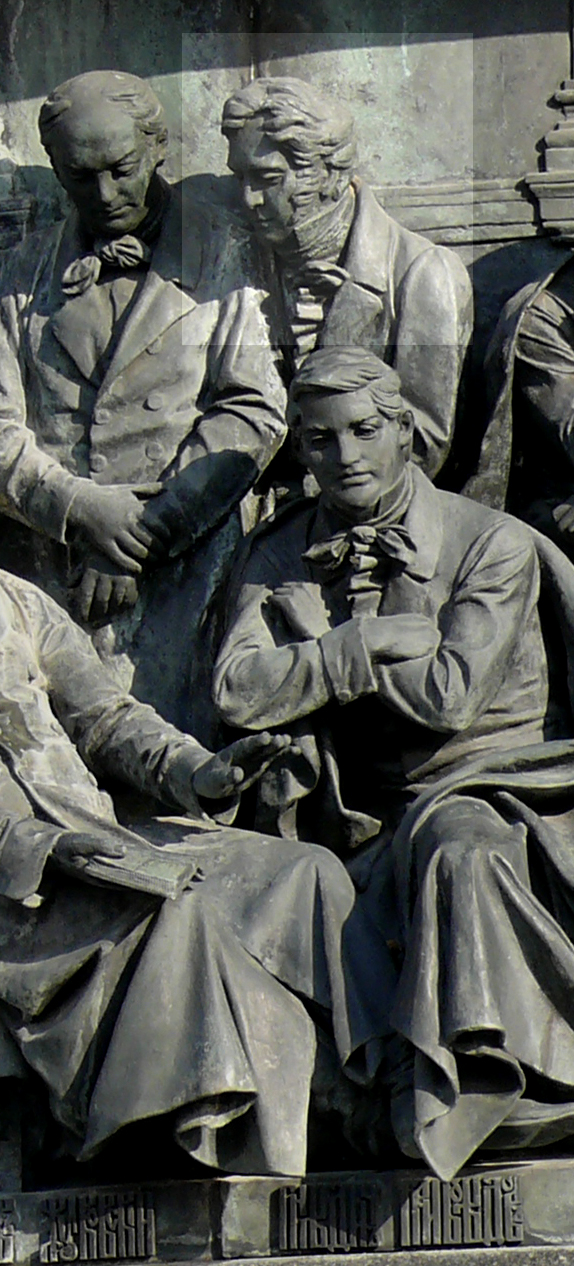
Der Dichter auf dem Nationaldenkmal Tausend Jahre Russland in Weliki Nowgorod.

Nikolai Iwanowitsch Gneditsch  (russisch Николай Иванович Гнедич; wiss. Transliteration Nikolaj Ivanovič Gnedič;  geboren 13. Februar 1784 in Poltawa, Russisches Kaiserreich, gestorben 15. Februar 1833 in Sankt Petersburg) war ein russischer Dichter und Übersetzer (Ilias von Homer).

## Leben und Wirken
Nikolai Gneditsch wurde in Poltawa als Kind einer verarmten Adelsfamilie geboren und verlor früh seine Eltern. Als Kind erkrankte er an Pocken und erblindete auf dem rechten Auge. Nach einer theologischen Ausbildung an seinem Geburtsort und in Charkow gelangte er im März 1800 nach Moskau, wo er seine Ausbildung zunächst mit dem späteren Dekabristen Juschnewski fortsetzte und sein anschließendes Studium an der Philosophischen Fakultät der Universität Moskau Ende 1802 abschloss. In Sankt Petersburg wurde er daraufhin Beamter im Bildungsministerium. Seit 1827 war er korrespondierendes Mitglied der Akademie der Wissenschaften in Sankt Petersburg.
Er ist der Autor einer bekannten Übersetzung der Ilias von Homer und übersetzt auch Schiller, Shakespeare und Voltaire ins Russische.
In seiner bei der Eröffnung der St. Petersburger Kaiserlichen Öffentlichen Bibliothek gehaltenen Rede Über die Gründe, die die Erfolge unserer Literatur hemmen beklagte er, dass die klassischen Sprachen in Russland vernachlässigt würden.
Mit Werken wie dem Poem Roschdenije Gomera (Die Geburt Homers, 1816), dem Idyll Rybaki (Die Fischer, 1822) und insbesondere der Rede O nanatschenii poeta (Über die Berufung des Dichters, 1821) wurde er zum „Lehrmeister der dekabristischen Dichter “.
Er ist auf dem Tichwiner Friedhof am Alexander-Newski-Kloster in Sankt Petersburg begraben.
Der präromantische Dichter wurde vielfach porträtiert, so auch unter den Schriftstellern und Künstlern auf dem Nationaldenkmal Tausend Jahre Russland vor der Sophienkathedrale im Nowgoroder Kreml.
Seine Gedichte fanden Aufnahme in der Bibliothek der Weltliteratur (Chudoschestwennaja literatura).
Mit den antiken Elementen im Schaffen der Dichter K. N. Batjuschkow (1787–1855), A. A. Delwig (1798–1831) und Gneditsch beschäftigt sich die Autorin Mara Kazoknieks.

## Werke (Auswahl)
- Peruanez k ispanzu Перуанец к испанцу (Ein Peruaner an einen Spanier), 1804 (Gedicht)
- Obschtscheschitije Общежитие (Das Gemeinwesen), 1804 (Gedicht)
- Roschdenije Gomera Рождение Гомера (Die Geburt Homers), 1816
- Rybaki Рыбаки (Die Fischer), 1822 (Idylle)
- O nasnatschenii poeta О назначении поэта (Über die Berufung des Dichters), 1821 (Rede)
- Krassoty Ossiana Красоты Оссиана (Die Schönheit Ossians)
- Na grobe materi На гробе матери (Am Grab der Mutter)
- K drugu К другу (An einen Freund)

Übersetzungen
- Ilias von Homer
- Verschwörung des Fiesko von Friedrich Schiller
- Tancrède von Voltaire
- King Lear (König Lear) von Shakespeare